# Бонково (Свецький повіт)
Бонково (пол. Bąkowo) — село в Польщі, у гміні Варлюбе Свецького повіту Куявсько-Поморського воєводства.
Населення — 393 особи (2011).

## Демографія
Демографічна структура станом на 31 березня 2011 року:
|          | Загалом | Допрацездатний вік | Працездатний вік | Постпрацездатний вік |
| -------- | ------- | ------------------ | ---------------- | -------------------- |
| Чоловіки | 181     | 49                 | 121              | 11                   |
| Жінки    | 212     | 56                 | 120              | 36                   |
| Разом    | 393     | 105                | 241              | 47                   |